# 히트크란트
히트크란트(Hitkrant)는 1977년부터 2017년까지 발행된 네덜란드 음악 잡지이다.
2017년 3월 28일 마지막 격주 신문판이 발행된 이후 히트크란트는 자유롭게 접근 가능한 온라인 플랫폼으로 2020년까지 온라인에서 계속 존재했다.